# Bovillae
Bovillae (también conocida con las denominaciones corrompidas de Bobellae, Rovillae, Buella, Boile o Boville) es una antigua ciudad latina y luego romana que surgió al sur de Roma, y que en la actualidad está identificada como parte de la zona de Frattocchie, en el municipio de Marino, en el área metropolitana de la capital italiana.
Bovillae fue la primera localidad habitada que surgió de Roma a lo largo de la Vía Apia. Gran parte de su importancia a lo largo de los siglos fue dada por su importante ubicación en una de las principales vías de comunicación y transporte del Imperio romano. Tras la destrucción de la capital latina de Alba Longa, en los años de Tulo Hostilio, llegó a convertirse en una de las ciudades más florecientes del Ager Romanus en la península itálica.
Con la caída del Imperio romano, durante siglos el nombre de la ciudad quedó en el olvido hasta las primeras excavaciones arqueológicas realizadas por el arqueólogo Giuseppe Tambroni entre los años 1823 y 1825, que sacaron a la luz las ruinas del circo, considerado uno de los más grandes de Roma.

## Historia

### Fundación
Su fundación no está del todo clara. La hipótesis más acreditada, y ahora considerada la única históricamente confiable, es que la ciudad fue fundada como una colonia de la capital latina Alba Longa, ubicada a poca distancia en la cresta oriental del lago Albano, durante el reinado del rey Silvio. Otra hipótesis, más pintoresca, deja expuesta que la fundación de Bovillae y su denominación tuvieran lugar después del vuelo de un buey, que se sacrificaría en el templo de Júpiter en monte Cavo y había logrado escapar antes de morir desangrado. El lugar en el que pretendía ser ejecutado quedaría como nombre el topónimo de «bovis hillae» («vísceras de buey»).

### Época romana

#### Época monárquica
La fecha convencional de la destrucción de la ciudad de Alba Longa por los romanos, durante el reinado de Tullo Ostilio, es el año 668 a. C . La población de la capital albanesa destruida que no fue deportada a Roma aparentemente se instaló en la colonia de Bovillae, y aquí renacieron las antiguas instituciones religiosas latinas de las vestales o los pontífices. El aumento en la importancia de Bovillae tras la caída de Alba Longa está documentado por dos inscripciones latinas encontradas durante las excavaciones en 1826 en el sitio arqueológico de la ciudad. En ambas se informa de que los habitantes de la ciudad, en la época monárquica y republicana, son llamados Albani Longani Bovillenses, que lleva la descendencia directa de la legendaria capital de Alba Longa.

#### Época republicana
En el año 489 a. C., Cayo Marcio Coriolano, al frente de un ejército de volscos, asedió y saqueó numerosas ciudades del Ager Romanus leales a Roma, entre ellas Mugillae, un antiguo asentamiento ubicado cerca de Bovillae, en la actual Santa Maria delle Mole. El historiador Dionisio de Halicarnaso escribió sobre su asedio y saqueo.

Entonces [Coriolano] movió su ejército hacia Bovillae, una ciudad fortificada que en ese momento era digna de mención y una de las principales ciudades de la población latina muy pobre por población. Dado que fueron rechazados por los habitantes, que confiaban en la solidez de los muros y en la multitud de defensores, [Coriolano] exhortó a los soldados a luchar con más tenacidad, prometiendo grandes recompensas a aquellos que primero escalaran los muros y rápidamente emprendieran el asunto. Alrededor de esa ciudad lucharon duro: de hecho, los habitantes no solo alejaron a los asaltantes de las murallas, sino que cuando se abrieron las puertas, se arrojaron en filas estrechas y pusieron a sus enemigos en contra. En ese asalto murieron muchos volscos, y el asedio duró mucho tiempo sin apenas esperanza de victoria. Pero el comandante reemplazó a los caídos por otros para no señalar el número de pérdidas. Al cansado infundió coraje y dondequiera que fueron presionados, él mismo apoyó al vacilante. No solo con palabras, también con el ejemplo. De hecho, se sometió a todos los peligros, sin dejar piedra sin remover hasta que hubiera tomado los muros por la fuerza. Y una vez que esta ciudad fue conquistada, hizo matar a una parte de los perdedores que lucharon y capturaron otra parte con vida. Habiendo logrado una victoria espléndida, se llevó al ejército, lleno de muchos y magníficos restos, y enriquecido con enormes cantidades de dinero.
Dionisio de Halicarnaso. Antigüedades romanas, libro VIII, cap. 21.

La ciudad, saqueada por los volscos, probablemente sufrió un período de declive. Sin embargo, volvió a resurgir en importancia gracias a la construcción de la Vía Apia, cuyas obras comenzaron a partir del 312 a. C. a instancias del censor nueva importancia para la ciudad vino de la construcción de la Vía Apia , un trabajo iniciado en 312 a. C. a instancias del censor Apio Claudio, siendo Bovillae una de las primeras paradas posibles tras su salida de Roma.
Al final de la guerra civil, en el que se vieron enfrentadas las facciones en el senado de los optimates los populares, con Sila y Cayo Mario respectivamente al frente, después de la batalla de la Puerta Collina y con el ascenso al poder de Sila, se emitió  lex Sullana, que ordenó la centuriación y distribución a sus veteranos de las tierras al sur de Roma, entre ellas incluidas Bovillae, Castrimoenium (actual Marino y Tusculum. Estas áreas habían sido la fortaleza de los seguidores de Cayo Mario y más tarde de su hijo, Cayo Mario el Joven, y la elección de instalar leales a la naciente dictadura de Sila parece no ser una decisión tomada al azar.

#### Época imperial
En los días inmediatamente posteriores a la muerte de Octavio Augusto, que tuvo lugar en Nola el 19 de agosto del año 14, un entierro masivo se llevó a cabo por la Vía Apia. El cuerpo también se exhibió en Bovillae, donde los decuriones lo entregaron a los équites que vinieron de Roma para traer a los augustos fallecidos a la capital.
En el año 17, su sucesor, Tiberio, ordenó que en honor a la dinastía Julio-Claudia y en recuerdo de su padrastro se celebrara en Bovillae el establecimiento de los Sodales Augustales. Para ello se comenzó la construcción de un imponente circo, un teatro y el santuario de la gens Julia.
Poco a poco, se produjo un nuevo decaimiento de Bovillae. Tras las invasiones bárbaras y el saqueo de Roma perpetrado por los visigodos de Alarico en el 410, las localidades a lo largo de la concurrida Via Apia fueron las primeras en sufrir la devastación y la furia de los bárbaros. Bovillae, ya que había expirado en importancia, ni siquiera queda mencionada en la donación del emperador Constantino a la catedral de San Juan Bautista en Albano Laziale, que data, según las fechas oficiales, del 326.

### Edad Media
Una opinión de muchos historiadores es que el fin de Bovillae fue decretado por el saqueo sarraceno del 846, y por las subsecuentes incursiones sarracenas en la región, que despobló los centros más vulnerables y llevó a la emigración de la población a otras zonas y cotas más inaccesibles o situados en colinas y alturas. De hecho, es precisamente en el período comprendido entre los siglos X y XI que se encuentran las primeras menciones de Marino, el centro desarrollado en un acantilado a una distancia considerable del mar.
La última mención de Bovillae, o al menos del lugar que tomó su nombre, está contenida en dos actos que datan de 1024, que se refieren a las fronteras de Massa Camellaria: una cueva o cripta de Buella mencionada en la Via Apia.
Durante el pontificado de Honorio III (1216-1227), un miembro de la entonces poderosa familia Savelli, que era dueño de las fincas de Castel Gandolfo, Albano Laziale y Ariccia y los castillos de Grottaferrata Borghetto y Castel Savelli, es plausible que la propiedad de la tierra de Bovillae perteneciera a los Savelli, ya que el historiador y arqueólogo Giuseppe Tomassetti afirma que tenían una iglesia construida rica en mosaicos y pisos de estilo cosmatesco, posteriormente restaurada por el cardenal Girolamo Colonna en el siglo XVII y destruida y reconstruida en formas modernas durante el siglo XX.
A partir de entonces, el territorio bovilliano siguió fundamentalmente las vicisitudes del feudo de Marino, que se unió indisolublemente a lo largo de los siglos, pasando bajo el dominio de los Orsini y luego de los Colonna.
En noviembre de 1347, el ejército de Cola di Rienzo salió de Roma y cruzó el territorio bovilliano para conquistar el castillo de Marino, donde los señores feudales Giordano y Reinaldo Orsini se habían atrincherado. Sin embargo, incapaz de conquistar ese castillo bien equipado, decidió retroceder.

### Edad Moderna
Debido a su posición en la Via Apia, ahora reducida a una vía pública a Albano Laziale, la antigua Bovillae, hoy conocida como Frattocchie, fue cruzada repetidamente por soldados beligerantes de facciones opuestas: en 1436 fue el turno de las tropas del cardenal y condotiero Giovanni Maria Vitelleschi, en su lucha contra los Savelli; en 1485 milicias personales de los Colonna y Orsini pasaron durante la guerra entre el Papa Sixto IV y Alfonso V de Aragón; y en 1744, llegaron soldados austriacos durante la guerra de sucesión al reino de Nápoles.
El Papa Urbano VIII en 1636 fue el primer Papa en vacacionar en el Palacio Papal de Castel Gandolfo. Desde entonces, todos los pontífices que fueron a la residencia papal nunca dejaron de detener su marcha en Frattocchie, donde se alojaban en la Villa della Sirena, una residencia construida en el siglo XVII por el cardenal Girolamo Colonna.
En 1777, Pío VI ordenó comenzar los trabajos de recuperación de la Vía Apia en el tramo que cruzaba las lagunas pontinas. Entre 1780 y 1789 quedó reactivada la Vía Apia, que permitía reactivar las comunicaciones entre Roma y ciudades como Nápoles, pasando por Marino y, desde ese momento, por Albano Laziale y Frattocchie.

## Excavaciones arqueológicas
Los primeros descubrimientos arqueológicos realizados en el territorio de la antigua ciudad de Bovillae, después de varios siglos de olvido, tuvieron lugar durante el siglo XVIII y fueron completamente accidentales. En 1712 se descubrió una catacumba subterránea a lo largo de Olmata del Papa, que actualmente cruza la carretera estatal 140, si bien su ubicación exacta se ha perdido hasta el día de hoy. Durante los trabajos para la ampliación de la Via Apia en 1787, se encontraron restos de un oratorio cristiano temprano a la convergencia entre la antigua Via Apia y la nueva, debidamente destruida. En el mismo sitio, casi un siglo después, en 1869, otros restos del oratorio, también desaparecidos, salieron a la luz.
El arqueólogo Giuseppe Tambroni, con la ayuda de Vincenzo Colonna, tomó la decisión de iniciar, en 1823, una campaña de excavación para identificar el Sitio exacto de la antigua Bovillae. Las excavaciones lograron en gran medida su propósito: se identificaron los restos del imponente circo y el teatro, una sala tal vez utilizada como sala termal, y los sitios probables del santuario de la gens Julia y del templo de Vejovis. El arqueólogo Luigi Canina estudió cuidadosamente el sitio y desarrolló un mapa arqueológico de Bovillae.
En 1853, durante el pontificado de Pío IX, el gobierno papal encargó una larga lista de reconocidos eruditos, historiadores, artistas y arqueólogos (entre ellos Ennio Quirino Visconti, Antonio Canova, Carlo Fea, Antonio Nibby, Luigi Canina o Giovanni Battista de Rossi) para encargarse de la restauración arqueológica de la Via Apia antigua. Así, toda la primera sección del antiguo camino entre Roma y Marino, abandonada por la nueva ruta, fue protegidoy las ruinas ubicadas allí fueron catalogadas.
En la primera década del siglo XX, el municipio de Marino subsidió el inicio de algunas excavaciones arqueológicas en la localidad de Tor Messer Paolo y Colle Licia, para ubicar el sitio de la Bovillae prerromanas. Giuseppe Tomassetti pudo ver las excavaciones y descubrir que se habían realizado hallazgos que podían conectarse a una estructura de termas o a casas. Sin embargo, la falta crónica de fondos y la falta de interés en tal operación marcaron la conclusión de la operación arqueológica.
En la década de 1930, durante el régimen fascista, las excavaciones arqueológicas de Bovillae fueron tratadas con un mínimo de atención: los tres arcos de las carceres de circo se consolidaron y reorganizaron. Sin embargo, el interés no duró mucho. De hecho, a partir del segundo período de posguerra, la intensificación de la urbanización de Frattocchie y Santa Maria delle Mole sofocó los monumentos cuidadosamente traídos a la luz.
En 2011-2012, estudios arqueológicos preventivos en el área de Vicolo del Divino Amore permitieron identificar un camino pavimentado, casi perfectamente conservado, de acceso al circo, cortado transversalmente desde la nueva Via Nettunense.